# マイケル・フランクス
マイケル・フランクス（Michael Franks、1944年9月18日 - ）は、アメリカのミュージシャン。独特の囁くようなボーカル・スタイルと、ジャジーで都会的な音楽性により、クワイエット・ストーム・ムーブメントを牽引した。彼は、パティ・オースティン、アート・ガーファンクル、ブレンダ・ラッセル、クラウス・オガーマン、デビッド・サンボーンなど、さまざまな有名アーティストとレコーディングした。彼の曲は、ゴードン・ハスケル、シャーリー・バッシー、カーペンターズ、カート・エリング、ダイアナ・クラール、パティ・ラベル、ライル・ラヴェット、マンハッタン・トランスファー、レオ・シドラン、ヴェロニカ・ナン、カーメン・マクレエ、リンゴ・スターらによって録音されている。

## 来歴
フランクスは、父サーマン、母ヴェラ、2人の妹とともに南カリフォルニアで育った。家族に音楽家はいなかったが、両親はスイングミュージックが好きで、ペギー・リー、ナット・キング・コール、アイラ・ガーシュウィン、アーヴィング・バーリン、ジョニー・マーサーなどに影響を受けた。14歳のときに初めて買ったギターは29.95ドルで買える日本製のMarco Poloで、6回の個人レッスンがついてきたが、彼が受けた音楽教育はこのレッスンだけだった。
サンディエゴのユニバーシティ・ハイスクール時代には、ギターを弾きながらフォークロックを歌い始めた。カリフォルニア大学ロサンゼルス校 (UCLA)で英語を学んでいたマイケルは、デイブ・ブルーベック、パティ・ペイジ、スタン・ゲッツ、ジョアン・ジルベルト、アントニオ・カルロス・ジョビン、マイルス・デイビスなどの存在を知った。大学以降、音楽を学ぶことはなかったが、1966年にUCLAで比較文学の学士号を、1968年にオレゴン大学で文学修士号を取得した。モントリオール大学のアメリカ文学の博士課程でティーチング・アシスタントを務めた後、パートタイムで教えるためUCLAに戻ってきた。
この間、フランクスは曲作りを開始。マーク・ハミル主演の反戦ミュージカル『Anthems in E-flat』を皮切りに、ウォーレン・オーツ主演の映画『コックファイター』（1974年）、リブ・ウルマンとジーン・ハックマン主演の映画『西部に来た花嫁』（1974年）の音楽も担当した。ソニー・テリーとブラウニー・マギーは、アルバム『Sonny & Brownie』に「White Boy Lost in the Blues」など彼の曲を3曲収録している。フランクスはこのアルバムでギター、バンジョー、マンドリンを演奏し、彼らのツアーにも参加した。1973年には、後に「Previous Unavailable」としてリイシューされたアルバムを録音。この作品から"Can't Seem to Shake This Rock 'n Roll"がマイナーヒットを記録した。
1976年、フランクスはセカンドアルバム「The Art of Tea」をリリースし、ワーナー・レコードとの長い関係が始まった。「The Art of Tea」には、クルセイダーズのジョー・サンプル、ラリー・カールトン、ウィルトン・フェルダーが参加した。3枚目のアルバム「Sleeping Gypsy」（1977年）は、一部がブラジルで録音された。この頃、パーカッショニストのレイ・アルマンドがフランクスにカバサを贈った。カバサは、ギターを弾いていないときにステージで演奏するフランクスの代表的な楽器となった。「Burchfield Nines」（1978年）には「When the Cookie Jar Is Empty」という曲が収録されているが、これはニューヨークへの移住を反映したもので、より東海岸風のサウンドになっている。それ以降、フランクスは15枚以上のアルバムを録音している。

## ディスコグラフィ

### スタジオ・アルバム
- 『マイケル・フランクス』 - Michael Franks (1973年) ※1983年に『Previously Unavailable』として再発
- 『アート・オブ・ティー』 - The Art of Tea (1975年)
- 『スリーピング・ジプシー』 - Sleeping Gypsy (1977年)
- 『シティ・エレガンス』 - Burchfield Nines (1978年)
- 『タイガー・イン・ザ・レイン』 - Tiger in the Rain (1979年)
- 『N.Y.ストーリー』 - One Bad Habit (1980年)
- 『愛のオブジェ』 - Objects of Desire (1982年)
- 『パッションフルーツ』 - Passionfruit (1983年)
- 『スキン・ダイヴ』 - Skin Dive (1985年)
- 『カメラ・ネヴァー・ライズ』 - Camera Never Lies (1987年)
- 『ブルー・パシフィック』 - Blue Pacific (1990年)
- 『ドラゴンフライ・サマー』 - Dragonfly Summer (1993年)
- 『アバンダンド・ガーデン』 - Abandoned Garden (1995年)
- 『ベアフット・オン・ザ・ビーチ』 - Barefoot on the Beach (1999年)
- 『ウォッチング・ザ・スノー』 - Watching The Snow (2003年)
- 『ランデヴー・イン・リオ』 - Rendezvous in Rio (2006年)
- 『タイム・トゥギャザー』 - Time Togehther (2011年)
- 『ザ・ミュージック・イン・マイ・ヘッド』 - The Music in My Head (2018年)

### ライブ・アルバム
- 『オーストラリア・ライヴ!』 - Michael Franks with Crossfire Live (1980年) ※マイケル・フランクス with クロスファイア名義

### コンピレーション・アルバム
- Best Collection 1975-1983 (1983年)
- 『ベスト・オブ・マイケル・フランクス』 - Indispensable (1988年)
- The Best of Michael Franks: A Backward Glance (1998年)
- The Michael Franks Anthology: The Art of Love (2003年)
- Love Songs (2004年)
- Michael Franks: Original Album Series (2012年)
- The Dream 1973-2011 (2012年)

## 参照
1. ↑  Eder, Bruce. “Michael Franks Biography”. AllMusic.   All Media Network. 2015年11月17日閲覧。
2. ↑  Franks, Michael (July 2006). "Jazz Monthly Feature Interview: Michael Franks". Jazz Monthly (Interview). Interviewed by Baldwin "Smitty" Smith. 2007年9月27日時点のオリジナルよりアーカイブ。